# Simon-Charles Miger

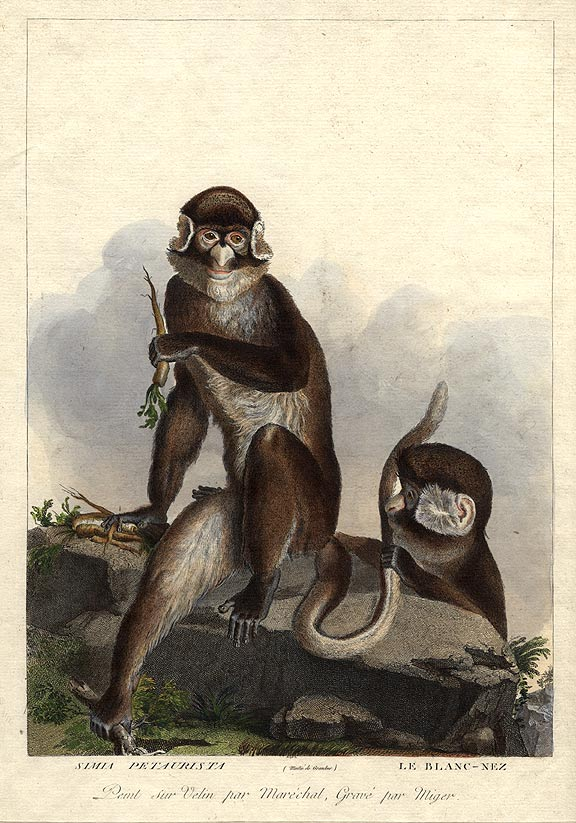
Hocheur blanc nez du Bénin.
Cercopithecus petaurista.
Planche de La Ménagerie du Muséum par Simon-Charles Miger.

Simon-Charles Miger, né le 19 février 1736 à Nemours et mort le 28 février 1820 à Paris, est un graveur français, connu surtout pour les planches qu'il réalisa à partir des aquarelles sur vélin de Nicolas Maréchal (1753-1803) pour La Ménagerie du Muséum national d'histoire naturelle (1801), œuvre de Lacépède, Geoffroy Saint-Hilaire et Cuvier.

## Biographie
Fils d’un tanneur qui l'envoie faire ses études à Paris dans une pension de la rue Copeau, il végète dans des emplois de professeur, de précepteur et de secrétaire avant de se découvrir une passion pour la gravure. Il entre en apprentissage chez Charles Nicolas Cochin, qui l'emploie comme commis, et fréquente l'atelier de Johann Georg Wille. Devenu portraitiste, il s'éprend de la fille d’un luthier, qu'il abreuve de poèmes pendant quatre ans jusqu'à ce que sa situation lui permette enfin de l'épouser. En 1778, il est agréé par l'Académie royale de peinture et de sculpture, où il est admis en tant que membre en 1781. Lors de la Révolution, il plaide aux côtés de Moreau le jeune et d'Adélaïde Labille-Guiard pour la rénovation des statuts de cette institution où règnent les abus de toute nature : « Les lois de l'État, déclare-t-il, sont consenties par tout le peuple français, celles de l'Académie doivent l'être par tout le peuple académicien. » Mais ces projets de réforme sont rendus caducs par l'abolition des Académies, décrétée par la Convention en 1795. Vers 1800, Miger est chargé par Lacépède de graver les planches de son ouvrage sur la ménagerie du Muséum national d'histoire naturelle. Miger effectue cette commande importante d'après les aquarelles de Nicolas Maréchal. Il continue ensuite à manier le burin et à composer des vers jusqu’à l’âge de près de 90 ans.
Malgré les éloges des savants, qui surent apprécier ses talents, et malgré un catalogue comportant près de 300 articles, son œuvre de graveur n'a guère séduit les amateurs d'estampes :

« Honnête homme, bon époux, bon père, de mœurs douces, travailleur infatigable, plus lettré que la généralité de ses confrères, grand rimeur de couplets, cédant au besoin à la douce manie du vers latin ; au demeurant piètre graveur, buriniste médiocre et lourd, faisant peu d'honneur à Cochin dont il était l'élève et le secrétaire, tel fut Miger, de l'Académie royale de peinture et de la Société des Enfants d'Apollon. »

Il est inhumé au cimetière d'Auteuil à Paris.

## Œuvre

### La ménagerie

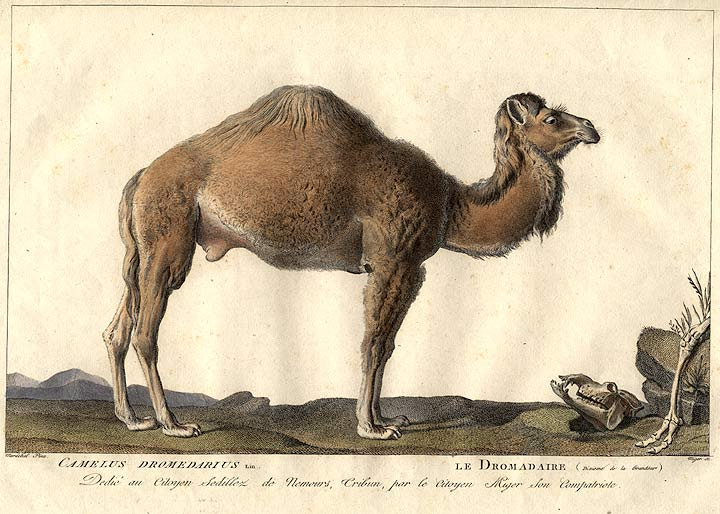
Le Dromadaire. Camelus dromedarius.
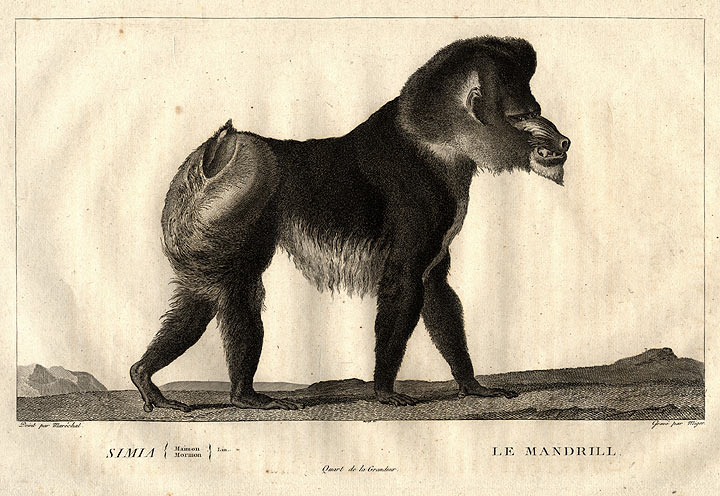
Le Mandrill. Mandrillus.
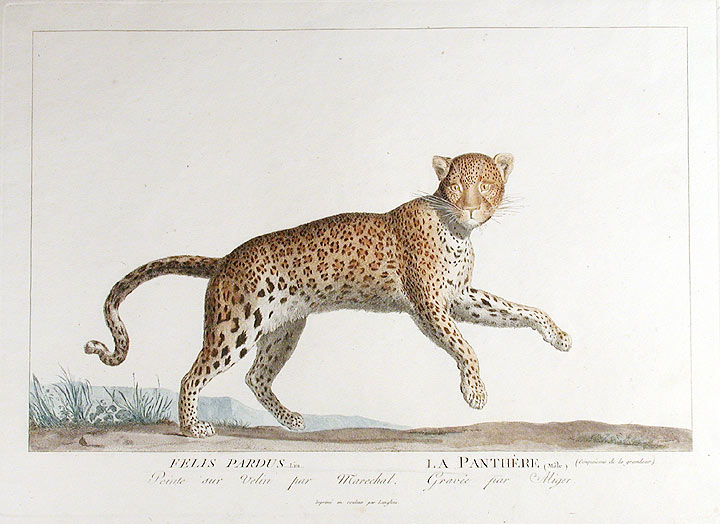
La Panthère (mâle). Panthera pardus.
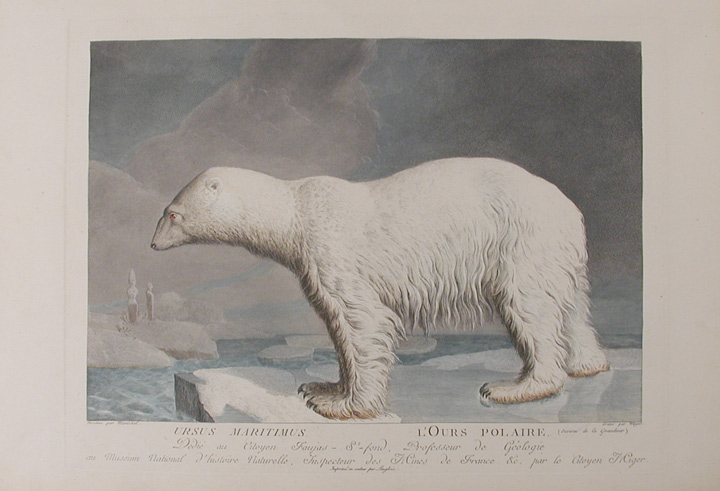
L'Ours polaire. Ursus maritimus.

### Les portraits

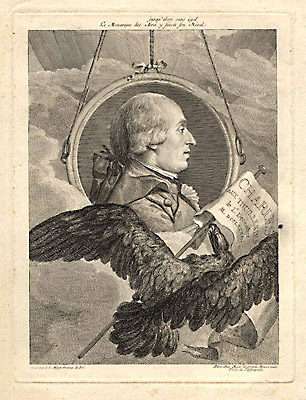
Charles aux Thuilleries le 1er décembre 1783.
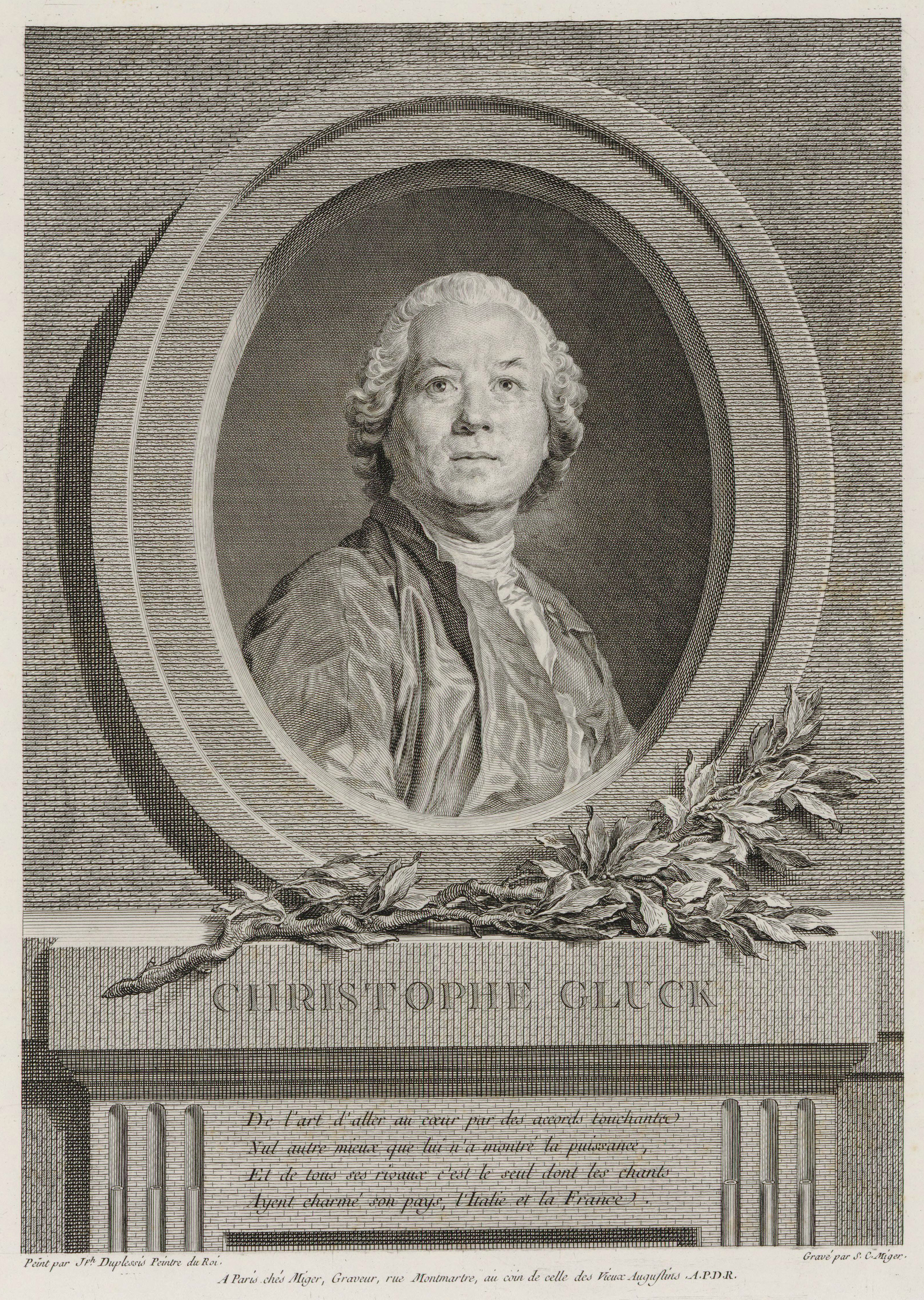
Christophe Gluck d'après Joseph Siffrein Duplessis. « De l'art d'aller au cœur par des accords touchants / Nul autre mieux que lui n'a montré la puissance, / Et de tous ses rivaux c'est le seul dont les chants / Ayent charmé son pays, l'Italie et la France. »
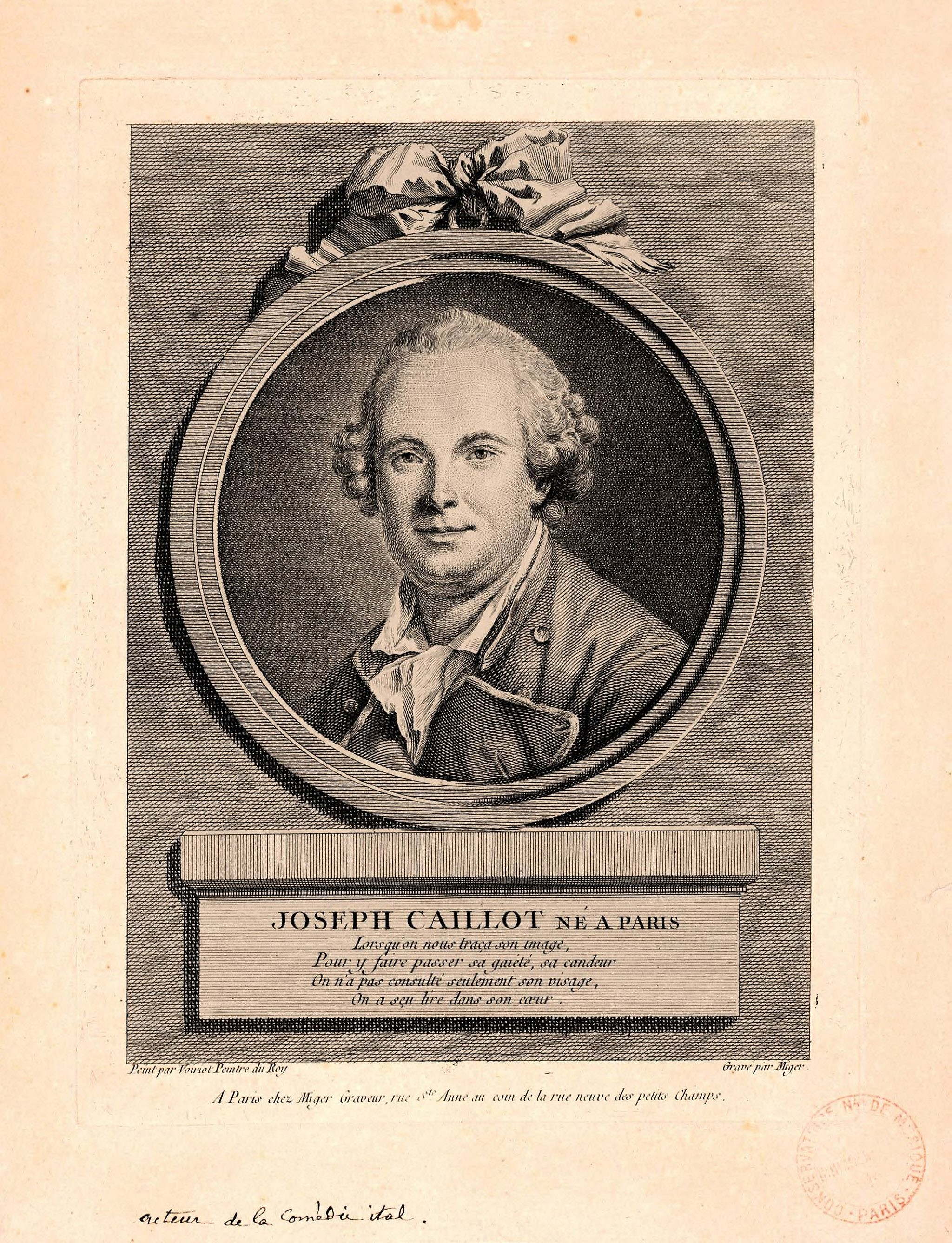
Joseph Caillot d'après Guillaume Voiriot. « Lorsqu'on nous traça son image, / Pour y faire passer sa gaieté, sa candeur, / On n'a pas seulement consulté son visage, / On a sçu lire dans son cœur. »
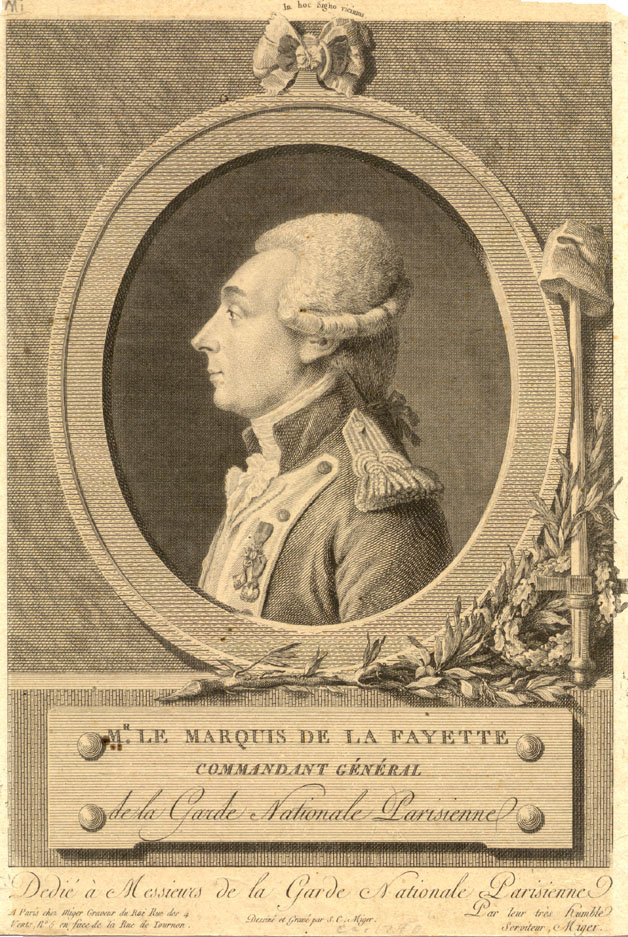
M. le Marquis de La Fayette, commandant général de la Garde nationale parisienne.

## Collections publiques
- États-Unis
  - Metropolitan Museum of Art, New York, Le billet doux, gravure d'après François Boucher[4].

- France
  - Cabinet des estampes de la Bibliothèque nationale de France, Paris.